# Ист Фридом (Пенсилванија)
Ист Фридом (енгл. East Freedom) насељено је место без административног статуса у америчкој савезној држави Пенсилванија.

## Демографија
По попису из 2010. године број становника је 972.
| Група             | 2000.    | 2010.       |
| Белци             | 0 (0,0%) | 933 (96,0%) |
| Афроамериканци    | 0 (0,0%) | 16 (1,6%)   |
| Азијати           | 0 (0,0%) | 3 (0,3%)    |
| Хиспаноамериканци | 0 (0,0%) | 6 (0,6%)    |
| Укупно            | 0        | 972         |